# Toyohiro Akiyama
Toyohiro Akiyama (Japans: 秋山 豊寛, Akiyama Toyohiro) (Tokio, 22 juni 1942) is een Japans voormalig ruimtevaarder en journalist. Akiyama zijn eerste en enige ruimtevlucht was Sojoez TM-11 en begon op 2 december 1990. Het was de elfde Russische expeditie naar het ruimtestation Mir en maakte deel uit van het Sojoez-programma.
In 1989 werd Akiyama geselecteerd om te trainen als astronaut aan het Kosmonautentrainingscentrum Joeri Gagarin. De Tokyo Broadcasting System had een afspraak gemaakt met de Sovjet-Unie om tegen betaling een journalist mee te mogen sturen. Dit werd Akiyama. Zo werd hij de eerste Japanner in de ruimte. 